# Godło Kataru
Godło Kataru przedstawia żaglówkę dau z dwiema palmami na złowrogim brzegu, obramowaną dwoma skrzyżowanymi szablami , wszystko w fioletowym kolorze flagi narodowej . Oficjalnie wprowadzono je w 2022. Zastąpiło ono  dawne godło pochodzące z 1976 roku.

## Historyczne wersje herbu

Godło używane w latach 1966–1976.
Godło używane od 1976 do 2022.